# Katharina Landgraf
Katharina Landgraf (nascida em 24 de fevereiro de 1954) é uma política alemã da União Democrata-Cristã (CDU) que serviu como membro do Bundestag pelo estado da Saxónia em 1990 e novamente desde 2005.

## Carreira política
Landgraf tornou-se membro do Bundestag nas eleições federais alemãs de 2005. Ela actua no Comité de Alimentação e Agricultura e no Comité de Família, Idosos, Mulheres e Juventude. Além das suas atribuições no comité, ela faz parte do Grupo de Amizade Parlamentar Germano-Coreano.
Em junho de 2020, Landgraf anunciou que não se candidataria às eleições federais de 2021, mas renunciaria à política activa até ao final da legislatura.

## Outras actividades
- Agência Federal de Educação Cívica (BPB), Membro do Conselho de Curadores (desde 2018)[5]
- Internationaler Bund, membro do Presidium

## Posições políticas
Em junho de 2017, Landgraf votou contra a introdução do casamento entre pessoas do mesmo sexo na Alemanha.
 